# لوسیان فوشو
لوسیان فوشو (فرانسوی: Lucien Faucheux‎; ۲۶ اوت ۱۸۹۹ – ۲۲ ژوئیهٔ ۱۹۸۰) دوچرخه‌سوار اهل فرانسه بود.